# Canton de Plomion
Le canton de Plomion est une ancienne division administrative française située dans le district de Vervins du département de l'Aisne.
Le canton avait pour chef-lieu Plomion et comptait neuf communes.

## Histoire
Le canton est créé le 18 février 1790 sous la Révolution française,.
Le canton a compté huit communes avec Plomion pour chef-lieu : Bancigny, La Bouteille, Coingt, Harcigny, Jeantes, Landouzy-la-Cour, Nampcelles-la-Cour, Plomion et Saint-Clément. Il est une subdivision du district de Vervins qui disparait le 5 Fructidor An III (22 août 1795). Le canton ne subit aucune modification dans sa composition communale pendant cette période.
Lors de la création des arrondissements par la loi du 28 pluviôse an VIII (17 février 1800), le canton de Plomion est rattaché à l'arrondissement de Vervins.
Le canton disparaît le 3 vendémiaire an X (25 septembre 1801) sous le Consulat. Bancigny, Harcigny, La Bouteille, Landouzy-la-Cour, Nampcelles-la-Cour et Plomion sont reversées dans le canton de Vervins; Coingt, Jeantes et Saint-Clément intègrent le canton d'Aubenton.

## Composition
Le canton de Plomion est composé de 9 communes.
Le tableau suivant en donne la liste, en précisant leur nom, leur population en 1793, puis en 1800, leur cantons de rattachement de l'An X, et leur appartenance aux cantons actuels.

| Communes           | Population (1793) | Population (1800) | Canton de l'an X | Canton actuel |
| ------------------ | ----------------- | ----------------- | ---------------- | ------------- |
| Bancigny           | 132               | 121               | Vervins          | Vervins       |
| La Bouteille       | 824               | 850               | Vervins          | Vervins       |
| Coingt             | 407               | 485               | Aubenton         | Hirson        |
| Harcigny           | 591               | 690               | Vervins          | Vervins       |
| Jeantes            | 800               | 864               | Aubenton         | Hirson        |
| Landouzy-la-Cour   | 360               | 418               | Vervins          | Vervins       |
| Nampcelles-la-Cour | 440               | 458               | Vervins          | Vervins       |
| Plomion            | 1 280             | 1 215             | Vervins          | Vervins       |
| Saint-Clément      | 157               | 164               | Aubenton         | Hirson        |

## Évolution démographique
| 1793  | 1800  |
| ----- | ----- |
| 4 991 | 5 265 |

Histogramme

(élaboration graphique par Wikipédia)